# Lygephila ludicra
Lygephila ludicra — вид метеликів з родини еребід (Erebidae).

## Назва
Назва виду походить від лат. ludicer, що означає «загравання», і вказує на переривчастий спосіб літання метелика.

## Поширення
Вид поширений в Європі на схід до Уральських гір.

## Опис
Розмах крил 40-45 мм. Довжина передніх крил 16-22 мм. Забарвлення сіре з дрібними темними смужками та темно-бурою дискальною плямою. Задні крила також сіруваті. У стані спокою крила накладаються один на одного у вигляді будиночка.

## Спосіб життя
Літ імаго можна спостерігати з червня до липня. Зимують яйця, виводок утворюється навесні. Гусениці сірого кольору із розмитими бурими смугами. Годується на виці (Vicia).

## Оригінальна публікація
- Hübner, J. (1790): Beiträge zur Geschichte der Schmetterlinge. Zweiter Band. Vierter Theil: 81-100, pl. I—IV. Augsburg (beim Verfasser). — Digitalisat der Universitätsbibliothek Heidelberg: [95], [pl. III].